# Claude-Marie Marduel
Claude-Marie Marduel (1747-1833) est un prêtre du diocèse de Lyon, prieur de Notre-Dame d'Airaines (Somme), et curé de la paroisse Saint-Roch de Paris (1787-1790 ; 1802-1833).

## Biographie
Claude-Marie Marduel, fils de Claude Marduel, marchand toilier à Theizé (Rhône), est né à Lyon le 30 septembre 1747 et baptisé à la paroisse Saint-Nizier. Il est le frère de François Marduel (1741-1809), prêtre à Lyon. Ayant rejoint Paris dès 1761, il y est ordonné prêtre le 18 juin 1771. Docteur en Sorbonne, il se voit affecté en tant que vicaire à la paroisse Saint-Roch dont son oncle Jean-Baptiste Marduel est curé.
Récupérant, peut-être par donation, divers bénéfices ecclésiastiques de ce dernier, il devient prieur du couvent de Notre-Dame d'Airaines (Somme) et à ce titre peut présenter et nommer des curés dans le diocèse d'Amiens.
Rapidement après le décès de son oncle, en mars 1787, il est nommé curé de Saint-Roch.
En 1789, dans le cadre de la préparation des États-Généraux, il est deux fois électeur dans l'ordre du clergé :
- au titre de prieur du couvent Notre-Dame d'Airaines, il est électeur au bailliage d'Amiens[4]
- au titre de curé de Saint-Roch il est électeur du premier degré au diocèse de Paris. Il est, en outre, élu électeur au second degré[5].

Resté ferme dans ses convictions pendant la période révolutionnaire (voir ci-dessous), non-jureur de la Constitution civile du clergé, il doit quitter sa charge de curé qu'il retrouve en 1802.
Il meurt à Paris le 6 janvier 1833. Par testament il institue la fabrique Saint-Roch légataire universelle. Il lui lègue sa maison de campagne de Montmartre au bénéfice des clercs et enfants de chœur de la paroisse. Des dispositions précises ont été prises pour l'emploi de ses livres, effets personnels et ecclésiastiques, ustensiles de cuisine et meubles. Il demande à être inhumé dans le caveau des prêtres situé dans le chœur de l'église, à côté de la dépouille de Mgr de Pressigny, archevêque de Besançon.

## Pendant la Révolution
En 1790, il est électeur de l'assemblée départementale de Paris pour la section de la Butte-des-Moulins.
La Constitution civile du clergé décrétée le 12 juillet 1790 perturbe profondément le fonctionnement de l’Église de France et n'épargne pas les desservants de la paroisse Saint-Roch. Par une exception dans le diocèse de Paris, partagée avec la paroisse Saint-Eustache, les desservants regroupent le clergé proprement dit, le curé et ses vicaires, et les membres de la Communauté Saint-Roch.

« La communauté de Saint-Roch a été établie pour réunir les ecclésiastiques qui desservent librement la paroisse et les mettre le plus à la portée de remplir les fonctions du saint ministère ou de s'y former. Ils ne font point corps ; ils vivent seulement en communauté avec M. le curé, supérieur et administrateur de la communauté. »

### Le refus du serment constitutionnel
Le curé et les prêtres subissent alors de nombreuses pressions pour prêter serment à cette Constitution. Ainsi, devant l'assemblée de charité de la paroisse de Saint-Roch qui se tenait en présence du maire de Paris, Claude-Marie Marduel a une vive discussion avec Bailly sur l'impossibilité de se soumettre à la Constitution civile du clergé et d'y prêter serment. Le maire lui reproche « l'inflexibilité de ses principes » à quoi le curé non-jureur réplique : « Je me glorifierai toujours de cette inflexibilité de principes, parce que je regarde tout homme qui n'est pas inflexible dans ses principes comme coupable des plus grands forfaits et de la plus grande scélératesse. ».
Le 27 novembre 1790, jour de la mise en œuvre du décret de la Ville de Paris sur les modalités de prestation du serment constitutionnel, C.-M. Marduel publie un mémoire dans lequel il déclare :

« Profondément affligés de tant d'atteintes portées à la foi et à la discipline de l’Église catholique, apostolique et romaine ; ne pouvant souscrire à des décrets et mesures que l'Assemblée Nationale n'a rendus ou prises que par erreur, [...] jurant que nous ne pouvons avoir d'autre motif que l'intérêt de la religion sainte, [...] que nous ne pouvons adhérer à la Constitution civile du clergé jusqu'à ce que le consentement du Souverain-Pontife, joint à celui des évêques, ou bien la décision d'un concile nous autorise à l'accepter. »

Il doit céder sa place à l'un de ses vicaires, l'abbé Alexandre Legrand, prêtre de la communauté de Saint-Roch, originaire du diocèse d'Amiens, élu, à 49 ans, le 6 février 1791, curé de Saint-Roch par l'assemblée du district de Paris réunie à Notre-Dame, avec 512 voix sur 557 votants. Dans son discours d'intronisation le 13 février 1791, A. Legrand, nouveau curé, lance un appel à la concorde et nomme premier vicaire l'un de ses confrères, l'abbé Jean-Joseph Gravier.

### Les suites judiciaires
Empêché par la loi d'août 1792 d'administrer les sacrements comme prêtre non-jureur, il doit s'éloigner de la paroisse et de Paris.
Il est vraisemblable qu'à partir de 1795 l'abbé Marduel ait participé au culte organisé dans la chapelle du ci-devant couvent de la Conception, loué à Mme Lemaire et sous-loué officieusement, en ventôse an III (mars 1795), à l'abbé Asselin, ancien vicaire de Saint-Roch, pour y rétablir le culte catholique.
Résidant dans une relative illégalité rue Neuve Saint-Roch, considéré de ce fait comme un prêtre insermenté « émigré », il est mis en état d'arrestation par le Directoire exécutif par un arrêté daté du 22 ventôse an IV (12 mars 1796).

## Sous l'Empire et la Restauration
À la suite de la convention signée entre les consuls et le Saint-Siège le 26 messidor an IX, Claude-Marie Marduel est réintégré dans ses fonctions de curé de Saint-Roch (devenue la seule paroisse du IIe arrondissement) par un décret apostolique du 9 floréal an X (29 avril 1802) de Mgr de Belloy, nouvel archevêque de Paris.
Quelques mois plus tard, en brumaire an XI (21 novembre 1802), à la demande de Bonaparte et Portalis, consuls, l'abbé Marduel est sanctionné d'une suspension de trois mois pour avoir refusé d'ouvrir son église pour les obsèques de Marie-Adrienne Chameroy (1779-1802), jeune danseuse à l'Opéra, élève de Pierre Gardel.
En 1815, il refuse également de laisser entrer dans l'église le cercueil de Mademoiselle Raucourt, actrice du Théâtre-Français. La foule l'y oblige.
Sous l'Empire il avait racheté les bâtiments dont son oncle avait doté l'ancienne fabrique pour les rendre aux besoins du culte et de l'instruction religieuse. En 1819, pour le remercier de sa générosité, les marguilliers de la paroisse Saint-Roch lui font faire son portrait par P.-L. de Laval.